# 麦康森
麦康森（1958年10月1日—），男，汉族，广东化州人，中华人民共和国水产动物营养与饲料专家，中国工程院农业学部院士，曾任中国海洋大学副校长，中国国民党革命委员会山东省委员会副主任委员，第十二届全国人民代表大会山东地区代表。

## 生平
1978年，考入山东海洋学院（现中国海洋大学）水产系，1982年获得学士学位。1985年，在山东海洋学院水产系获得硕士学位。1995年毕业于爱尔兰国立大学动物营养学专业，获博士学位。1995年起任中国海洋大学教授。
2001年7月加入中国国民党革命委员会。2003年起连续担任第十、十一、十二届全国人大代表。
2009年，麦康森当选中国工程院院士。
2018年1月，当选第十三届全国政协委员。